# Holzmerkmal

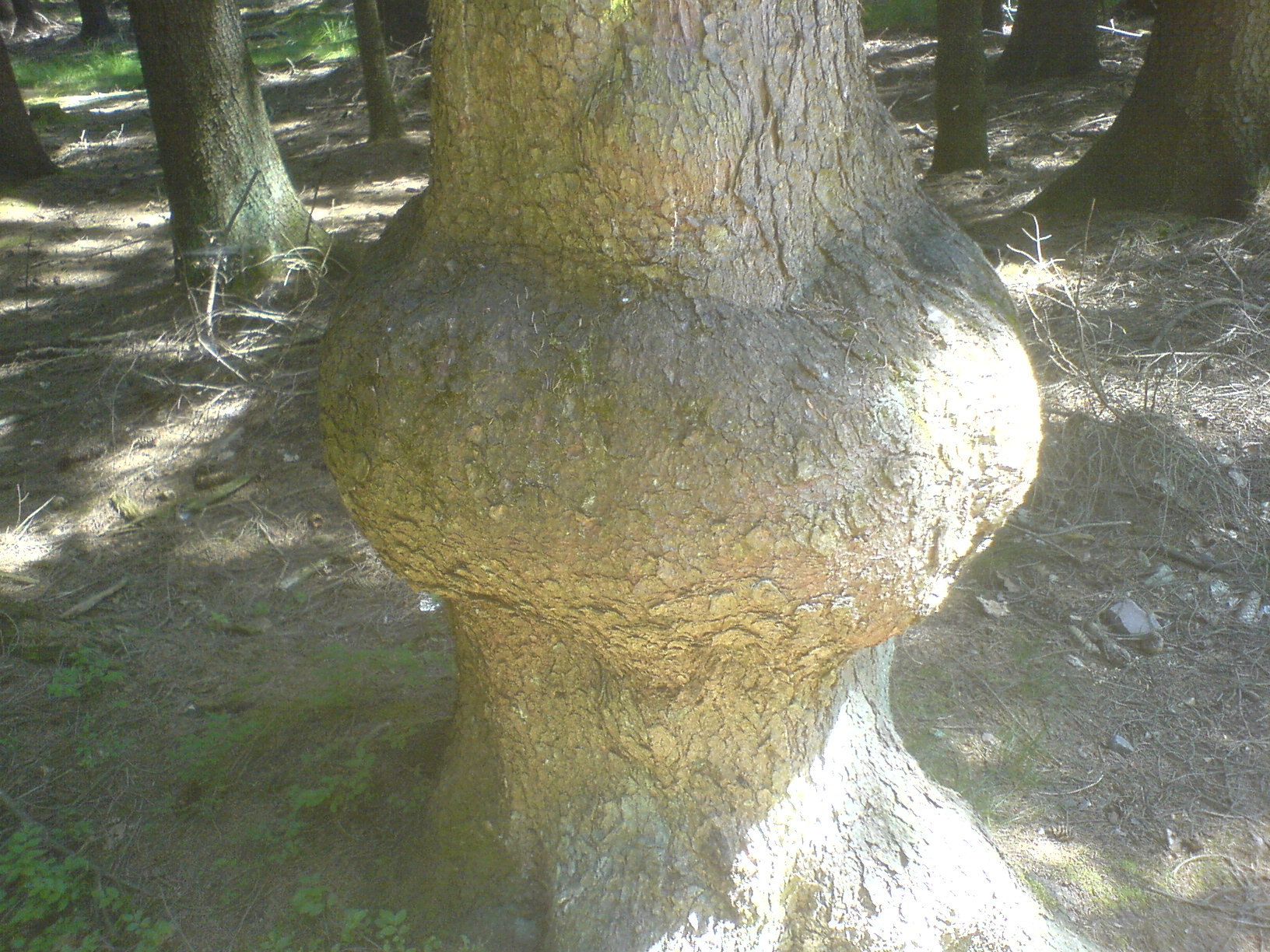
Das Holzmerkmal „Maserknolle“, eine Verdickung am Stamm. Solches Holz wird oft zu dekorativen Furnieren aufgearbeitet, Verarbeitung und Trocknung können schwierig sein.

Als Holzmerkmale werden alle Eigenschaften bezeichnet, welche die individuelle Gestalt von Holz beschreiben. Sie bilden sich während des natürlichen Holzwachstums. Die meisten Merkmale sind baumartenspezifisch, andere können durch die Umwelt geschaffen oder beeinflusst werden.

## Ursachen von Holzmerkmalen
Zu den Holzmerkmalen zählen die Form des Stammes, die Wuchsform, die Holzfarbe, die Ausbildung der Rinde, sowie die Astverteilung und -ausprägung (Astigkeiten). Äußere Einflüsse verschiedener Holzschädlinge wie Insekten und Pilze, Reaktionen des Baumes auf äußere Einflusse (z. B. Reaktionsholz und Einwüchse), Wirkungen der Witterung wie Windbruch oder Frostschäden können die Holzmerkmale ebenso prägen, wie menschliche Eingriffe und Schädigungen.

## Holzverarbeitung
In der Holzverarbeitung können sich manche Holzmerkmale negativ auswirken, sie schränken die Nutzung für bestimmte Anwendungen ein und werden als Holzfehler bezeichnet. Neben verschiedenen Schädigungen des Holzes kann auch eine Reihe natürlicher Merkmale, die sich im Aufbau des Baumes begründen, für die Weiterverarbeitung nachteilig sein. Im Einzelfall können bestimmte Holzmerkmale allerdings auch weitere Verwendungsmöglichkeiten eröffnen und damit eine Wertsteigerung des Holzes darstellen. So sind Hölzer mit Maserknollen aufgrund ihrer Optik für die Furnierherstellung oder in der Drechslerbearbeitung gefragt. Sogenannte Krummhölzer (Stämme mit krummen oder bogenförmigen Wuchs) finden häufig eine besondere Verwendung im Schiffbau oder werden für Treppenwangen verwendet.